# Wilmington (Delaware)
Wilmington az egyesült államokbeli Delaware állam legnagyobb népességű városa, mely az állam északi részén, a Christiana folyó mellett fekszik. Wilmington New Castle megye közigazgatási központja. 2000-es adatok szerint népessége 72 664 fő.

## Fekvése
A város teljes területe 44,1 km², melynek 36,25%-a víz. Wilmington  40 km-re fekszik délnyugatra Pennsylvania állam legnagyobb városától, Philadelphiától.

## Történelem

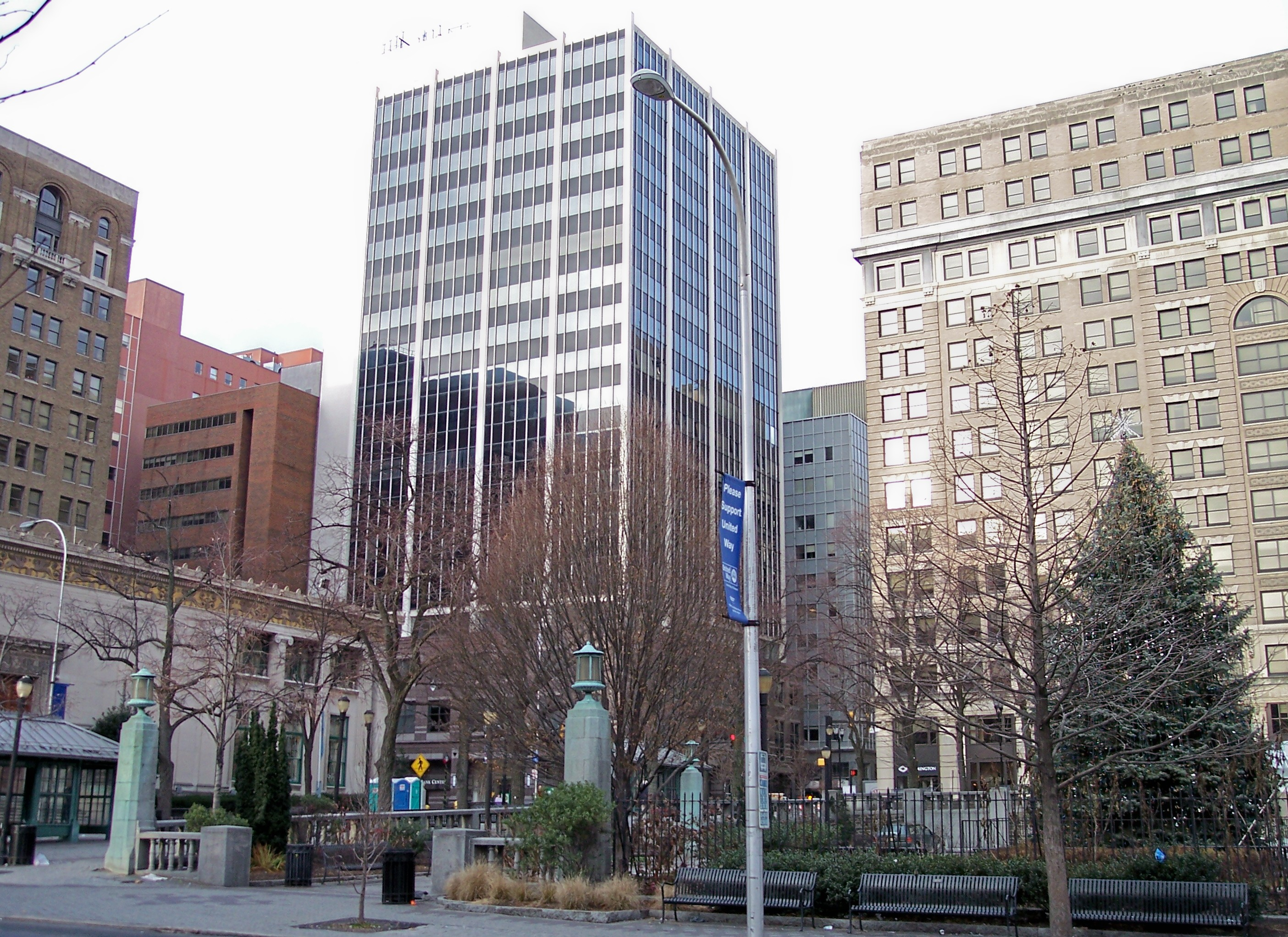
A Rodney Square Wilmington központjában

A területen, ahol ma Wilmington fekszik, először a svédek alapítottak települést Fort Christina néven, 1638 márciusában, Új-Svédország nevű gyarmatukon. A svédek igényt formáltak a környező területekre, de az 1655-ben érkező hollandok kiszorították a svéd és finn telepeseket. A hollandokat 1664-ben az angolok követték. A település 1739-ben II. György királytól városi oklevelet kapott, melyben annak nevét Thomas Willing után Wilmingtonra változtatták. A város legnagyobb fejlődését az amerikai polgárháború idején érte el, amikor az uniós csapatokat hadianyaggal látta el. Míg 1860-ban a város népessége 21 250 fő volt, ez a szám 1920-ra 110 168 főre nőtt. Mindkét világháborúban jelentős hadianyagellátó bázis volt, sok iparág ekkor indult fejlődésnek (hajógyártás, acélgyártás, vegyipar, gépgyártás). Az 1950-es években a város népessége jelentős ugrásnak indult, akik jórészt az északi negyedekben telepedtek le.

## Demográfia
A 2000-es népszámlálás szerint a város népessége 72 664 fő volt, akik 15 882 családot alkottak 28 617 háztartásban. A népsűrűség 2585,8 fő/km² volt. A népesség 56,43%-a afrikai, 35,52%-a fehér, 0,65%-a ázsiai származású, 7,4%-a pedig egyéb népcsoporthoz tartozik.

## Politika

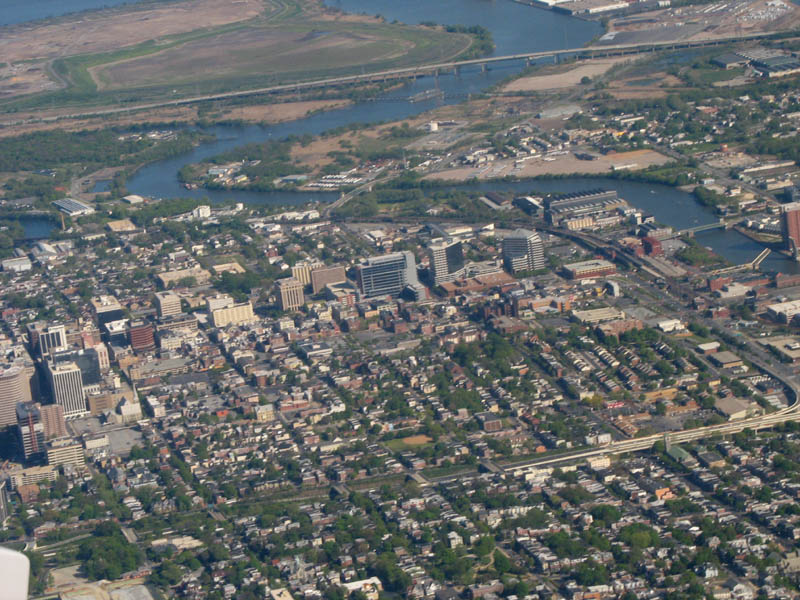
Légifelvétel Wilmingtonról

## Gazdaság
Wilmington Delaware állam gazdasági és pénzügyi központja. Több vállalatnak itt van jelentős központja (bankok, egyéb szolgáltató cégek).

## Oktatás
A város jelentős felsőoktatási központ, több egyetem működik itt (Drexel University; University of Delaware; Widener University; Wilmington University; Delaware State University).

## Sport
A városnak két jelentősebb sportegyesülete van:
- Wilmington Blue Rocks: egy baseballcsapat, mely a Carolina League-ban, egy helyi bajnokságban játszik (stadionja 6532 fő befogadóképességű).
- Delaware Destroyers: kosárlabdacsapat, mely a keleti parti bajnokságban szerepel.

## Közlekedés
A város jelentős vasúti csomópont, több amerikai vasúti nagyvállalat (Amtrak, SEPTA, CSX, Norfolk Southern) is üzemeltet járatokat. Emellett jelentős a vasúti teherforgalom is.
Wilmington autóbusz-közlekedését a DART First State vállalat üzemelteti 40 járattal, melyek egy része a külvárosokat is érinti.
A városi kikötőn évente 5 millió tonna áru halad át, és akár 400 hajót is kiszolgálhat egy évben (az áruk főleg élelmiszerek, járművek, és acéltermékek, melyeket egyaránt importálnak és exportálnak is).
A városhoz legközelebbi jelentősebb repülőtér a Philadelphiai nemzetközi repülőtér. Wilmingtontól néhány kilométerre van a New Castle megyei repülőtér, melyet charterjáratok, valamint a Delaware-i Légi Nemzeti Gárda repülőgépei használnak.

## Testvértelepülések
- Fulda, Németország
- Kalmar, Svédország
- Ningbo, Kína
- Watford, Anglia, Egyesült Királyság
- Olevano sul Tusciano, Olaszország
- Oshogbo, Nigéria

## Fordítás
- Ez a szócikk részben vagy egészben  a   Wilmington (Delaware) című angol Wikipédia-szócikk fordításán alapul.  Az eredeti cikk szerkesztőit annak laptörténete sorolja fel. Ez a jelzés csupán a megfogalmazás eredetét és a szerzői jogokat jelzi, nem szolgál a cikkben szereplő információk forrásmegjelöléseként.